# Калашников В'ячеслав Віталійович
В'ячеслав Віталійович Калашников (нар. 6 листопада 1955, м. Владивосток, Російська РФСР, СРСР) — радянський та мексиканський вчений, математик, доктор фізико-математичних наук (1996), професор (1997) та дослідник, який зараз працює в Інституті технологій та вищої освіти у Монтерреї в Мексиці. Відзначений нагородами Академії наук України та Центрального економіко-математичного інституту Російської академії наук, член III рівня Мексиканської національної дослідницької системи.

## Життєпис
В'ячеслав Калашников народився 1955 року у Владивостоці. У 1977 році він закінчив Новосибірський державний університет. Він продовжував здобувати науковий ступінь доктора наук тут же та в Центральному економіко-математичному інституті Російської академії наук у Москві з математичної кібернетики. У 1980 році розпочав свою наукову кар'єру викладачем Алтайського державного університету в Барнаулі, а в 1985 році перейшов на посаду наукового співробітника Інституту математики Сибірського відділення АН СРСР у Новосибірську. У 1989 році переїхав до України, де почав працювати в Сумському державному університеті. У 1995 році тут же в Сумах перейшов до Української академії банківської справи НБУ. Перші два роки (до 1997 року) працював завідувачем кафедри економічно-математичних методів. У 1997 році очолив кафедру інформатизації банківської справи в цій же академії, а з 1999 року обіймав посаду професора кафедри моделювання складних систем Української академії банківської справи НБУ в Сумах. У 1998 році був призначений помічником директора економічного факультету Університету гуманітарних наук у Москві. У 2002 році CONACYT запросив його викладати до Autonoma Universidad de Nuevo León за дворічним контрактом. У той час він не розмовляв іспанською, але міг проводити заняття англійською. Після закінчення контракту він вирішив залишитися в Мексиці, оскільки його дружина працювала викладачем, а донька вступила до медичної школи в Мексиці. З 2004 року він є дослідником і професором Tec de Monterrey, Campus Monterrey, здебільшого займаючись дослідженнями, а також навчаючи методам вирішення проблем для дворівневого програмування. Вчений вільно розмовляє іспанською.

## Наукова діяльність
Основна наукова спеціалізація Калашникова — оптимізація, особливо у взаємодоповнюючих та нерівних змінних. У 2002 році він опублікував у Лондоні книгу «Компліментарність, рівновага, ефективність та економіка». Крім того, В'ячеслав Калашников є автором або співавтором восьми розділів книг та опублікував двадцять п'ять статей у наукових журналах. Він представляв свою роботу на конференціях у Мексиці та за кордоном.
Розробляє методи оптимізації та розв'язку екстремальних задач; математичного моделювання ринків і мереж ринків однорідного товару.

### Основні праці
- Solving two-level variational inequality // J. Global Optimization. 1996. Vol. 8, № 3 (співавтор);
- Application of topological degree theory to complimentarity problems // Multilevel Optimization: Algorithms and Applications. Dordrecht, 1998 (співавтор);
- Discrete bilevel programming: Application to a natural gas cash-out problem // European J. Operational Research. 2005. Vol. 166, № 2;
- Numerical experimentation with a human migration model // Там само. 2008. Vol. 189, № 1;
- Mathematical model for retail stores location in competitive environment // Intern. J. Innovative Computing, Information and Control. 2009. Vol. 5, № 9.

## Визнання
У 1993 році В'ячеслав Калашников отримав медаль Академії наук України, а в 1997 році премію Центрального економіко-математичного інституту за наукову роботу. З 2015 року він є членом III рівня в Sistema Nacional de Investigadores (Національний реєстр дослідників) Мексики. Він також уведений до сьомого випуску п'ятисот найвпливовіших лідерів. В'ячеслав Калашников також обраний членом Російської асоціації математичного програмування, Американського математичного товариства та Мексиканського математичного товариства.

## Особисте життя
В'ячеслав Калашников одружений з математикинею Наталією Калашниковою. У шлюбі народилася донька.